# Liste der Olympiasieger im Pelota
Die Liste der Olympiasieger im Pelota führt die Sieger sowie die Zweitplatzierten der Pelota-Wettbewerbe bei den Olympischen Sommerspielen auf. Den Abschluss bildet die Nationenwertung.
Pelota war lediglich bei den Olympischen Spielen 1900 in Paris eine olympische Sportart für Männer. Bei den Spielen 1924, 1968 und 1992 war Pelota eine Demonstrationssportart.

## Medaillengewinner
Bei den Olympischen Spielen 1900 in Paris wurden nur die ersten beiden Plätze mit Medaillen ausgezeichnet.
| Olympia | Gold                               | Silber                        | Bronze         |
| ------- | ---------------------------------- | ----------------------------- | -------------- |
| 1900    | José de Amézola, Francisco Villota | Maurice Durquetty, Etchegaray | nicht vergeben |

## Nationenwertung
| Platz | Land       | Gold | Silber | Bronze |
| ----- | ---------- | ---- | ------ | ------ |
| 1     | Spanien    | 1    | –      | –      |
| 2     | Frankreich | –    | 1      | –      |